# Koffiekamp
Koffiekamp was een dorp in Suriname. Het lag aan de rechteroever van Surinamerivier, op de plek waar in 1964 het Brokopondostuwmeer werd aangelegd.

## Historisch perspectief
De oorspronkelijke inwoners trokken hier rond 1793 naartoe en waren afkomstig uit dorpen langs de Tapanahonyerivier. De naam Koffiekamp is een vernoeming naar de rebellenleider Tata Koffie. Het was in de praktijk een federatief dorp dat bestond uit drie dorpen die zo'n 300 tot 450 meter van elkaar lagen, die elk door een andere lo (clan) werd gesticht.
Nadat de Duitse familie Hartmann uit Berg en Dal in de eerste helft van de 19e eeuw moeizame pogingen had gedaan om zendingswerk te verrichten, lukte het Maria Hartmann om in 1851 een gemeente van de Evangelische Broedergemeente Suriname te stichten.
Koffiekamp had in 1964 rond de vijfhonderd inwoners.

## Onderwaterzetting
Koffiekamp verdween als eerste van de dorpen onder water bij de aanlegging van het Brokopondostuwmeer. De Afobakadam werd op 1 februari 1964 gesloten, waarna het water steeg. Het stuwmeer overstroomde uiteindelijk 28 dorpen waar bij elkaar 5000 marrons woonden. Bij de onderwaterzetting ging de kerk van Koffiekamp drijven, evenals kisten van kort ervoor begraven mensen, wat leidde tot traumatische ervaringen bij dorpelingen die het rijzende water aanschouwden.
Voor de bewoners werden nieuwe dorpen ingericht. De bevolking van Koffiekamp viel uiteen in drie richtingen ten noorden van het stuwmeer. Het grootste deel ging naar het dorp Nieuw-Koffiekamp en twee andere groepen naar Eendracht/Maréchalkreek en naar Paramaribo.

## Galerij
| Jonge voetballers, 1947 |  | Man met dakbedekking, 1947 |
| Jonge voetballers, 1947 |  | Man met dakbedekking, 1947 |

| Aanlegsteiger, 1955 |  | Kinderen bij school, 1955 |
| Aanlegsteiger, 1955 |  | Kinderen bij school, 1955 |